# Xã Forrester, Quận Ness, Kansas
Xã Forrester (tiếng Anh: Forrester Township) là một xã thuộc quận Ness, tiểu bang Kansas, Hoa Kỳ. Năm 2010, dân số của xã này là 103 người.